# 7511 Patcassen
7511 Patcassen este un asteroid din centura principală de asteroizi.

## Descriere
7511 Patcassen este un asteroid din centura principală de asteroizi. A fost descoperit pe 2 martie 1981 la Siding Spring de Schelte J. Bus. Asteroidul prezintă o orbită caracterizată de o semiaxă mare de 3,20 ua, o excentricitate de 0,16 și o înclinație de 1,3° în raport cu ecliptica.